# Melton Mowbray
Melton Mowbray är en stad i Leicestershire i England. Staden hade 27 737 invånare år 2021. Staden nämndes i Domedagsboken (Domesday Book) år 1086, och kallades då Medeltone.